# The Very Best of Kiss

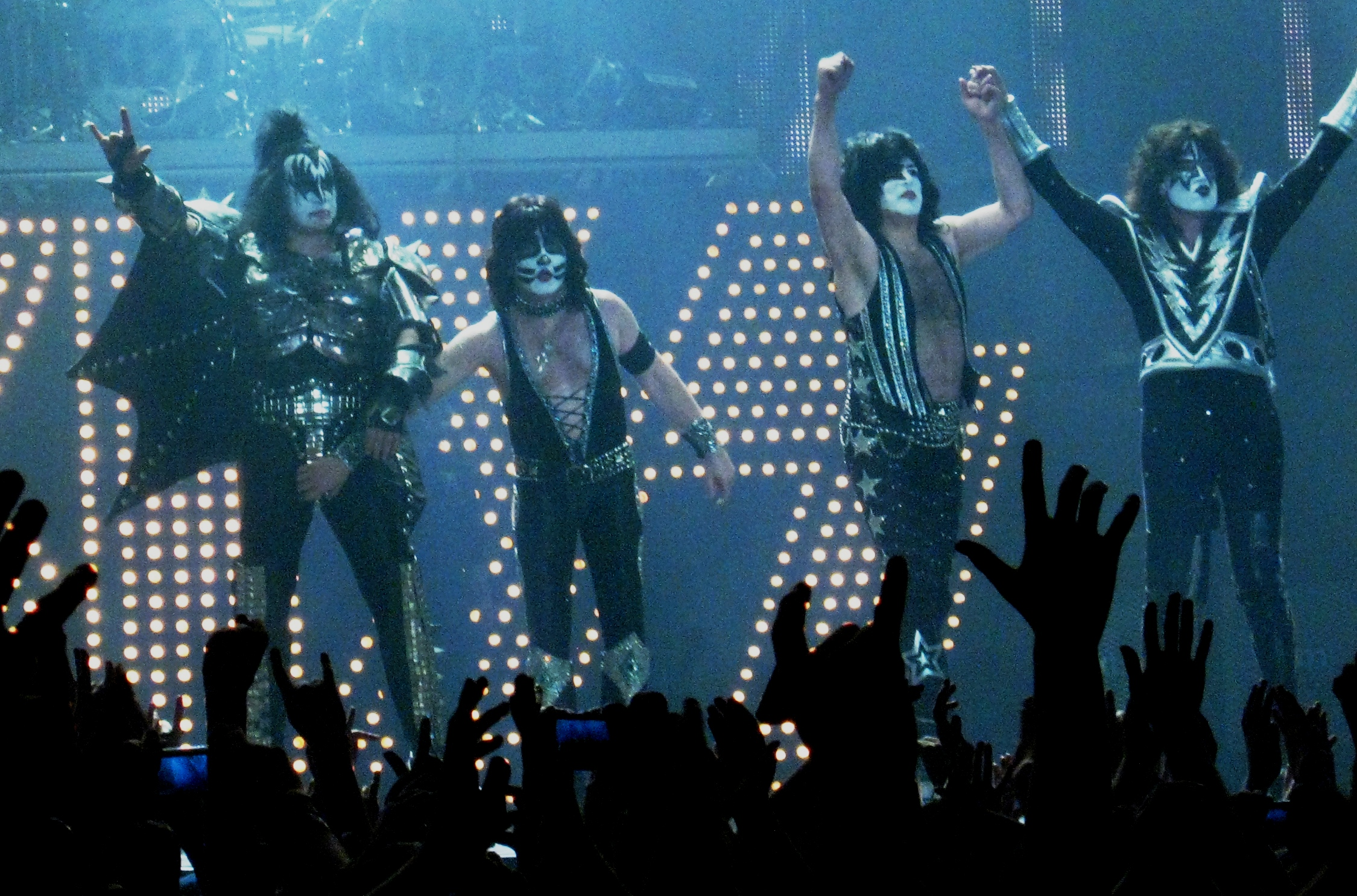
Le groupe Kiss

The Very Best of Kiss est un album de Kiss sorti en 2002. Il contient 21 chansons faisant partie de leurs plus grands succès.

## Liste des titres
| No  | Titre                            | Crédit(s)                                  | Durée |
| --- | -------------------------------- | ------------------------------------------ | ----- |
| 1.  | Strutter                         | Paul Stanley, Gene Simmons                 | 3:10  |
| 2.  | Deuce                            | Gene Simmons                               | 3:30  |
| 3.  | Got to Choose                    | Paul Stanley                               | 3:53  |
| 4.  | Hotter Than Hell                 | Paul Stanley                               | 3:31  |
| 5.  | C'mon and Love Me                | Paul Stanley                               | 2:59  |
| 6.  | Rock and Roll All Nite           | Paul Stanley, Gene Simmons                 | 4:04  |
| 7.  | Detroit Rock City (remix)        | Paul Stanley, Bob Ezrin                    | 3:39  |
| 8.  | Shout It Out Loud                | Paul Stanley, Gene Simmons, Bob Ezrin      | 2:50  |
| 9.  | Beth                             | Peter Criss, Stan Penrridge, Bob Ezrin     | 2:48  |
| 10. | I Want You                       | Paul Stanley                               | 3:06  |
| 11. | Calling Dr. Love                 | Gene Simmons                               | 3:46  |
| 12. | Hard Luck Woman                  | Paul Stanley                               | 3:34  |
| 13. | I Stole Your Love                | Paul Stanley                               | 3:05  |
| 14. | Christine Sixteen                | Gene Simmons                               | 3:14  |
| 15. | Love Gun                         | Paul Stanley                               | 3:18  |
| 16. | New York Groove                  | Russ Ballard                               | 3:03  |
| 17. | I Was Made for Lovin' You        | Paul Stanley, Desmond Child, Vini Poncia   | 4:31  |
| 18. | I Love It Loud                   | Gene Simmons, Vinnie Vincent               | 4:17  |
| 19. | Lick It Up                       | Paul Stanley, Vinnie Vincent               | 3:58  |
| 20. | Forever                          | Paul Stanley, Michael Bolton               | 3:52  |
| 21. | God Gave Rock 'n' Roll to You II | Paul Stanley, Gene Simmons, Ezrin, Ballard | 5:19  |

## Personnel

### Kiss
- Gene Simmons – basse (1-15,17-19,21), chants (2,6,8,11,14,18,21)
- Paul Stanley – guitare rythmique (1-15,17-21), chants (1,3-5,7-8,10,13,15,17,19-21), guitare solo (5,18), 1er solo sur (10,13), basse (20).
- Ace Frehley – guitare solo (1-4,6-17), guitare rythmique (16), chants (16)
- Peter Criss – batterie (1-15), chants (9,12)

### Avec
- Vinnie Vincent – guitare solo (19).
- Bruce Kulick – guitare solo (20-21).
- Eric Carr – batterie (18-20), chœurs (21).
- Eric Singer - batterie (21).
- Anton Fig – batterie (16-17).

### Apparition
(non crédité)
- Dick Wagner -  guitare acoustique (9).
- Ryan Jackson – basse (16).
- Vini Poncia – claviers & chœurs (17)